# ويليام دبليو. كيت
ويليام دبليو. كيت هو سياسي أمريكي، ولد في 1 سبتمبر 1870 في جونزبورو في الولايات المتحدة، وتوفي في 8 يناير 1927. نشط حزبياً في الحزب الديمقراطي. وقد انتخب عضو مجلس نواب أركنساس ‏.